# ケン・ウォール
ケン・ウォール（ Ken Wahl, 1957年2月14日- ）は、アメリカ合衆国の元俳優。
生年月日については複数の情報があり、1953年2月14日、1956年2月14日、1954年10月31日、1957年10月31日、1959年10月31日とするものもある。1988年のニュースペーパー・エンタープライズ・アソシエーションの記事は、『Wiseguy』のCBS広報が調べた記録を引用し、1957年2月14日としている。

## 来歴
イリノイ州シカゴで、11人兄弟の9番目として生まれる。ケン・ウォールは芸名であり「朝鮮戦争で父を救った人の名」だという。
幼いころは野球選手を夢見ていたが、左ひざの骨折で叶わなかった。
1979年、『ワンダラーズ』の主役に抜擢され、注目を浴びる。その後は『アパッチ砦・ブロンクス』でポール・ニューマンの相棒役を、ほか複数の作品で主役を演じた。
1984年。オートバイで事故に遭い、頭皮を89針縫う大怪我を負う。
1987年のTVシリーズ『Wiseguy』（日本では一部エピソードが『ダーティ・ブル』の邦題でビデオ発売）では第47回ゴールデングローブ賞の主演男優賞（ドラマ部門）を受賞、大きな人気を獲得するが、1992年にジョーン・チャイルドの家で大理石の階段から転落して首を骨折する事故を起こした事で慢性的な痛みに苦しめられ、1996年に俳優業を引退。
引退後は動物保護と退役軍人の支援活動に取り組んでいる。

## 出演
| 公開年    | 邦題 原題                                                       | 役名                       | 備考           |
| --------- | --------------------------------------------------------------- | -------------------------- | -------------- |
| 1979      | ワンダラーズ The Wanderers                                      | リッチー                   |                |
| 1980      | 暴走マッドチェイス Running Scared                               | チャズ                     |                |
| 1981      | アパッチ砦・ブロンクス Fort Apache, The Bronx                   | コレリ                     |                |
| 1981      | 湖の秘宝の謎 Race for the Yankee Zephyr                         | バーニー                   |                |
| 1982      | ザ・ソルジャー The Soldier                                      | ソルジャー                 |                |
| 1982      | ジンクス！あいつのツキをぶっとばせ！ Jinxed!                    | ウィリー                   |                |
| 1984      | パープル・ハーツ/愛の勲章 Purple Hearts                         | ダン・ジャーディアン       |                |
| 1985      | ダーティ・ヒーロー/地獄の勇者たち The Dirty Dozen: Next Mission | ルイス・バレンタイン       | テレビ映画     |
| 1985      | Double Dare                                                     | ケン                       | テレビシリーズ |
| 1986      | オメガ・シンドローム/恐怖の暗殺団 Omega Syndrome                | ジャック                   |                |
| 1986      | グラディエーター/怒りの爆走 The Gladiator                       | リック                     | テレビ映画     |
| 1987-1990 | ダーティ・ブル Wiseguy                                          | ヴィニー                   | テレビシリーズ |
| 1990      | BOOK OF LOVE あの日の恋 Book of Love                            | アンジェロの友達           |                |
| 1991      | ビバリーヒルズを乗っ取れ! The Taking of Beverly Hills           | ブーマー                   |                |
| 1994      | ブラッド・ピットのヒミツのお願い The Favor                      | トム                       |                |
| 1994      | Search for Grace                                                | ジョン・ジョニー・ダニエリ | テレビ映画     |
| 1996      | Wiseguy                                                         | ヴィニー                   | テレビ映画     |